# 柴河林机厂街道
柴河林机厂街道是中华人民共和国黑龙江省牡丹江市海林市下辖的一个类似乡级单位。

## 行政区划
柴河林机厂街道下辖以下地区：
林机虚拟社区。